# Джако, Арафат
Арафат Джако (фр. Arafat Djako; 10 ноября 1988, Ломе, Того) — тоголезский футболист, нападающий. Выступал за национальную сборную Того.

## Клубная карьера
Арафат Джако уроженец столицы Того — города Ломе, где он и начинал футбольную карьеру в клубе «Мерлан», за который он дебютировал зимой 2007 года. 1 июля 2008 он перебрался в ганский клуб «Ашанти Голд». Далее он играл в израильских клубах Бней Сахнин и «Хапоэле» из Акко. 6 мая 2011 года «Анжи» заявил Джако. 29 июля 2011 года был отдан в годичную аренду в турецкий «Газиантепспор» и когда вернулся с аренды, то был вновь отдан в аренду но уже в катарский Аль-Араби (Доха).30 июня 2012 года вернулся с аренды и тренировался вместе с футболистами клуба «Анжи».

## Международная карьера
За национальную сборную Того дебютировал 10 сентября 2008 года в товарищеском матче против Замбии, второй матч за сборную провёл 28 марта 2009 года сыграв против сборной Камеруна в рамках отборочного турнира к чемпионату мира 2010 года. После чего в сборную пришёл новый тренер, который не нашёл место Джако в сборной.

## Скандал в Израиле
В сезоне 2010/11 года Джако играл блестяще, тому подтверждение высокая результативность в чемпионате Израиля, после чего Арафату стали поступать предложения от других клубов. Джако подошёл к тренеру и попросил отпустить его в другой клуб, где он получит шанс, однако тренер запретил ему переходить в другую команду. Вскоре главный тренер клуба, посадил его на скамейку запасных, увеличил нагрузку на тренировках и заодно отправлял его на частые медосмотры, где его проверяли на лишний вес. В редких выходах на поле футболист испытывал стресс и не смог выйти на свой уровень. Последней каплей стало ограбление дома. В отсутствие Джако к нему ворвались домой представители клуба, перерыли все комнаты и унесли вещи, среди которых были одежда, обувь, предметы личной гигиены.

## Характеристика
Сильными сторонами Арафата являются работоспособность и агрессивный стиль игры в атаке. Что же касается позиции на поле, комфортнее всего Джако чувствует на левом фланге.

## Личная жизнь
По вероисповеданию христианин. Имя Арафат с родного языка переводится как: никогда ничего не проси, добивайся всего своими силами. У Арафата есть девушка, однако она живёт на родине, так как по словам Джако он ещё не обзавёлся своим жильём.